# جوانا غوسلينج
جوانا غوسلينج (بالإنجليزية: Joanna Gosling)‏ مذيعة أخبار وصحفية بريطانية، ولدت في 5 يناير 1971 في أيلزبري في المملكة المتحدة.

## وصلات خارجية
- الموقع الرسمي
- جوانا غوسلينج على موقع IMDb (الإنجليزية)
- جوانا غوسلينج على موقع قاعدة بيانات الفيلم (الإنجليزية)